# Бизли, Чарли
Чарльз П. «Чарли» Бизли (англ. Charles P. "Charlie" Beasley; 23 сентября 1945 года, Шони, штат Оклахома, США — 11 апреля 2015 года, Мак-Кинни, штат Техас, США) — американский профессиональный баскетболист, который выступал в Американской баскетбольной ассоциации, отыграв четыре из девяти сезонов её существования.

## Ранние годы
Чарльз Бизли родился 23 сентября 1945 года в городе Шони (штат Оклахома), а затем перебрался в город Шривпорт (штат Луизиана), где учился в средней школе Фэр-Парк, в которой играл за местную баскетбольную команду.